# Ostindustrie
La SS Ostindustrie GmbH (abrégé Osti) était l'un des nombreux projets industriels mis en place par la Schutzstaffel de l'Allemagne nazie pendant la Seconde Guerre mondiale.
Fondée en mars 1943 en Pologne occupée par l'Allemagne, Osti exploitait des entreprises industrielles juives et polonaises confisquées pendant la guerre, notamment des fonderies, des usines de textile, des carrières et des verreries. Osti était dirigé par le SS-Obersturmführer Max Horn, directement subordonné à l'Obergruppenführer Oswald Pohl du SS-Wirtschafts-Verwaltungshauptamt (SS-WVHA), le département de l'administration économique de la SS. À son apogée, environ 16 000 Juifs et 1 000 Polonais travaillaient pour la société et étaient internés dans un réseau de camps de travail et de concentration situés dans le district de Lublin, sur le territoire semi-colonial du gouvernement général.
Le SS-Gruppenführer Odilo Globocnik espérait faire de Ostindustrie une entreprise d’armement, mais a abandonné l’idée lorsque l’opération Reinhard débuta. La compagnie fut dissoute avant la contre-offensive soviétique de 1944,,. La totalité de la main-d'œuvre esclavagiste d'Osti a été exterminée lors du processus de dissolution de la société, au cours de la phase la plus meurtrière de la Shoah en Pologne.